# African hairless dog
Il  cane nudo africano, noto anche come terrier da sabbia abissini, erano cani senza pelo provenienti dall'Africa, non è noto se sopravvivono ancora degli esemplari.
Un certo numero di primi resoconti europei dall'Africa menzionano un piccolo cane senza pelo, è stato descritto come in rapido movimento con una corteccia corta e affilata e in apparenza si diceva fosse color sabbia con una cresta di peli sulla testa e un ciuffo sulla sua coda, anche se sue fotografie non mostrano alcun pelo.
Tre esemplari furono portati in Gran Bretagna nel 1833 e furono esposti allo zoo di Londra come cani egiziani senza pelo; un esemplare del 1903 è conservato al Natural History Museum di Tring nell'Herefordshire, in Inghilterra.
I resoconti di cani africani senza pelo li hanno descritti come abissini, egiziani e zulu, suggerendo che i cani senza pelo sono stati incontrati in tutto il continente; si crede che sia estinto, sebbene nessuna ricerca approfondita sia stata condotta in tutta l'Africa per confermare che non esista più.